# Jamil El Reedy
Jamil Omar Hatem Abdulalem Jamil El Reedy (arabisch جميل عمر حاتم جميل عبد العليم الريدي; * 22. Oktober 1965 in Kairo) ist ein ehemaliger ägyptischer Skirennläufer.

## Karriere
El Reedy nahm 1984 als Einzelstarter bei der bislang einzigen Teilnahme Ägyptens an Olympischen Winterspielen teil. Der bei seinem Start 18-jährige Skifahrer lebte zum Zeitpunkt seines Starts in der US-amerikanischen Kleinstadt Plattsburgh (New York). Zur Vorbereitung auf seine Olympiateilnahme verbrachte er nach eigener Aussage 40 Tage in einer Höhle in der westlichen ägyptischen Wüste, um dort einen traditionellen Initiationsritus zu praktizieren, auf dem sein Vater, gleichzeitig auch sein Trainer, bestanden hatte.
Bei den olympischen Wettkämpfen in Sarajevo ging er in allen drei alpinen Wettbewerben an den Start. In der Abfahrt belegte er mit über einer Minute Rückstand auf den Vorletzten den letzten Platz, im Riesenslalom schied er im 1. Lauf aus, im Slalom konnte er zumindest den Zyprer Giannos Pipis hinter sich lassen.
Nach seinem sportlichen Abenteuer wandte sich El Reedy dem Studium der Physik zu. Er erwarb an der Universität Kairo den Bachelorabschluss und an der Clarkson University den Master-of-Science-Grad sowie den Grad eines Ph.D. Im Anschluss spezialisierte er sich auf die Entwicklung von Komponenten optischer Netzwerke. Er ist Urheber oder Co-Autor von neun Patenten.

## Erfolge

### Olympische Winterspiele
- Sarajevo 1984: 46. Slalom, 60. Abfahrt, DNF Riesenslalom